# Château Phélan Ségur

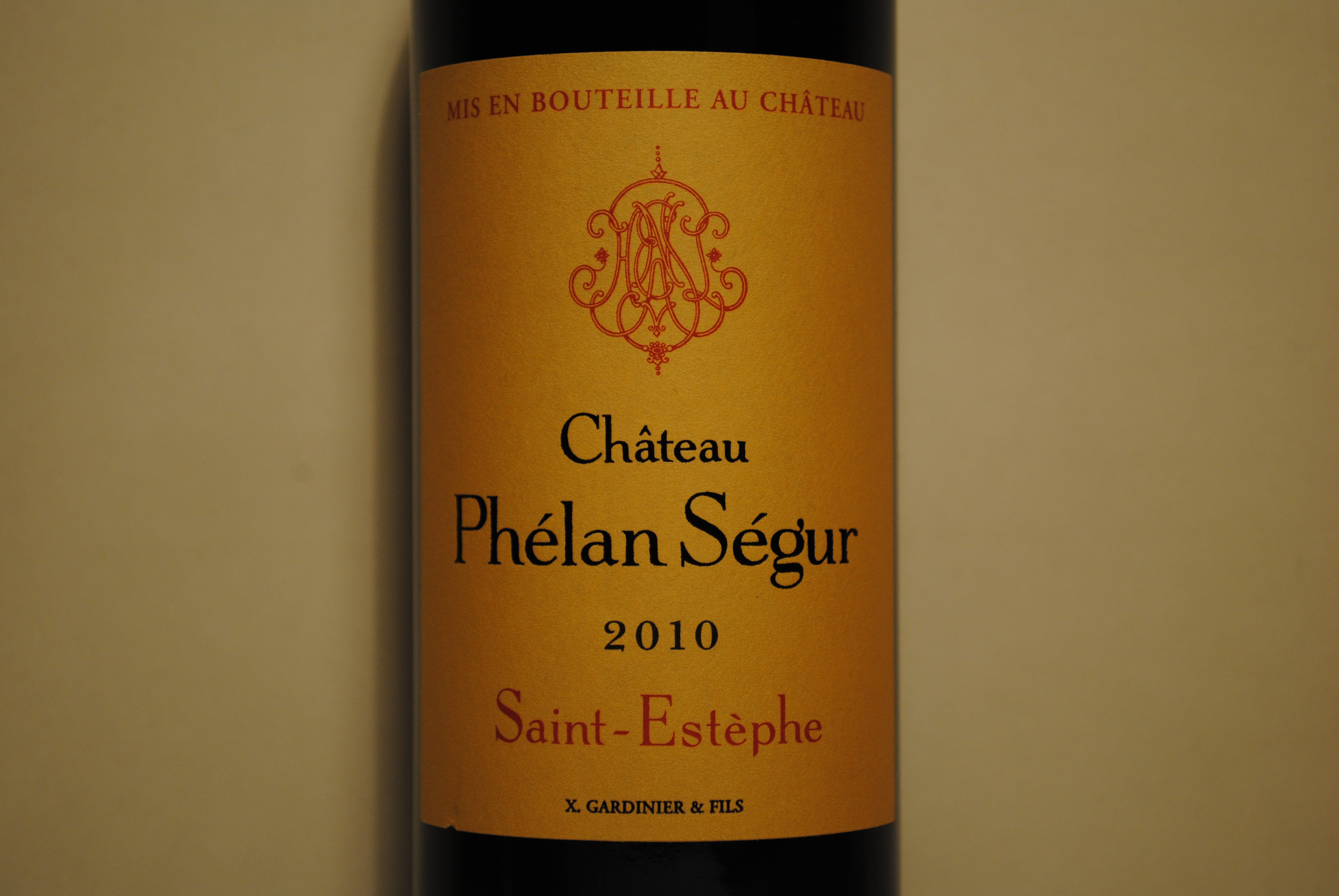
Château Phélan Ségur Jahrgang 2010

Das Château Phélan Ségur ist eines der bekannten Weingüter von Bordeaux. Es liegt in der Appellation Saint-Estèphe und ist als Cru Bourgeois Exceptionnel eingestuft. Die Weinberge liegen in unmittelbarer Nähe der Flächen von Château Montrose und Château Calon-Ségur.

## Lage und Weinbereitung
Von den 180 Hektar Grundbesitz werden 89 Hektar Anbaufläche für den Weinbau genutzt. 64 Hektar werden der Appelation Saint-Estèphe mit dem besten Terroir zugerechnet. Erzeugt wird ausschließlich Rotwein. Im Rebsatz überwiegen  mit 50 Prozent Cabernet Sauvignon und mit 46 Prozent Merlot. Die restlichen 4 Prozent entfallen auf den Cabernet Franc. Das Durchschnittsalter der Reben liegt bei 30 Jahren. Die Pflanzdichte liegt bei hohen 8.600 Rebstöcken pro Hektar.
Die Weinbereitung folgt der klassischen Schule von Bordeaux mit drei – bis vierwöchiger Maischegärung in Beton- und Edelstahlbehältern, malolaktischer Gärung und anschließend einem 16 bis 18 Monate dauernden Ausbau in Barriquefässern, die jedes Jahr zu ca. 50 Prozent erneuert werden. Bereits in seiner Jugend ist der Wein von großer Ausgeglichenheit gekennzeichnet, dennoch entwickelt sich im Keller über mindestens acht Jahre. Aufgrund seiner Qualität wird er allgemein den Grands Crus Classés gleichgestellt.  Jährlich werden insgesamt rund 380.000 Flaschen Wein hergestellt. Davon sind 240.000 Flaschen dem sogenannten Grand Vin zugeordnet. Die restlichen 140.000 werden als Zweitwein unter dem Namen Frank Phélan vermarktet.

## Geschichte
Die eigenständige Geschichte von Phélan Ségur begann im Jahr 1810. Durch Zusammenlegung von zwei Anwesen, des Clos de Garramey und des Château Ségur gründete der irischstämmige Frank Phélan das heutige Weingut. Beide Anwesen gehörten davor dem berühmten Marquis de Ségur, der seit der Französischen Revolution Schwierigkeiten hatte, seine Besitztümer, zu denen auch Château Lafite und Château Latour gehörten, zu halten.
Frank Phélan ließ ein riesiges Gebäude errichten in dem Wohnsitz, Verwaltung, Weinbereitung und Weinlagerung vereint sind.
Im Jahre 1924 kaufte die Familie Delon das Weingut, der schon das berühmte Château Léoville-las-Cases gehörte. Bei der ersten Auflage der Cru Bourgeois Klassifikation im Jahr 1932 erhielt das Gut den Rang eines Cru Grand Bourgeois Exceptionnel.
Im Jahre 1985 verkaufte die Familie Delon das Gut an den ehemaligen Besitzer der Champagner-Marken Pommery und Lanson, Xavier Gardinier sowie dessen 3 Söhne.  Die ersten Jahre waren jedoch ein geschäftliches Fiasko. Der komplette Jahrgang 1983 musste aus dem Handel genommen werden, da Verunreinigungen mit Herbiziden bekannt geworden waren. Diese Rückrufaktion hatte auch noch große Nachwirkungen auf die Jahrgänge 1984 und 1985, die ebenfalls nicht unter dem Namen Phélan Ségur vermarktet werden konnten.
Da Gardinier sich jedoch nicht beirren ließ und noch viel in die Infrastruktur investierte, strahlt der Wein seit dem Jahrgang 1986 wieder. Bestätigt wurde dies offiziell als Château Phélan Ségur im Jahr 2003 als eines von neun Gütern abermals den Status eines Cru Bourgeois Exceptionnel erhielt.
Aktueller Leiter des Gutes ist Thierry Gardinier.